# Goirles Weekend Kampioenschap

Het Goirles Weekend Kampioenschap (afgekort GWK) is een jaarlijks weekendschaaktoernooi dat in de maand augustus wordt gehouden in Goirle, Noord-Brabant. De organisatie van het toernooi ligt in hand van de Eerste Goirlese Schaakclub (EGS). Locatie van het toernooi is het Cultureel Centrum Jan van Besouw. 

## Algemeen
Het GWK werd in 2014 voor de eerste keer georganiseerd. Daartoe werd besloten omdat de Noord-Brabantse schaakkalender voor de maand augustus met het verdwijnen van het Stukkenjagers Weekendtoernooi (in 2011) en het Brabants Kampioenschap in Roosendaal (georganiseerd door Schaakvereniging De Pion) vrijwel leeg was geworden. EGS besloot daarom een eigen weekendtoernooi te organiseren.
Het toernooi is een traditioneel weekendschaaktoernooi met zes rondes volgens de Zwitserse indeling. Tot 2022 werden spelers verdeeld over twee ratinggroepen (A en B), bij de editie van 2023 zal gespeeld worden in drie groepen (A, B, C).
Het GWK begon als een kleinschalig schaaktoernooi met regionale reputatie, maar wist over de jaren nationale toppers aan te trekken. De editie van 2022 werd gewonnen door Thomas Beerdsen, die in 2023 zijn derde grootmeesternorm in de wacht sleepte.

## Lijst van winnaars
| # | Editie | Winnaar              |
| - | ------ | -------------------- |
| 1 | 2014   | Mees van Osch        |
| 2 | 2015   | Bram van den Berg    |
| 3 | 2016   | FM Lars Vereggen     |
| 4 | 2017   | FM Jeffrey van Vliet |
| 5 | 2018   | FM Jeffrey van Vliet |
| 6 | 2019   | FM Jeffrey van Vliet |
| 7 | 2022   | IM Thomas Beerdsen   |
| 8 | 2023   | Rick Lahaye          |
| 9 | 2024   | FM Luuk Baselmans    |